# Blaueisgebiet

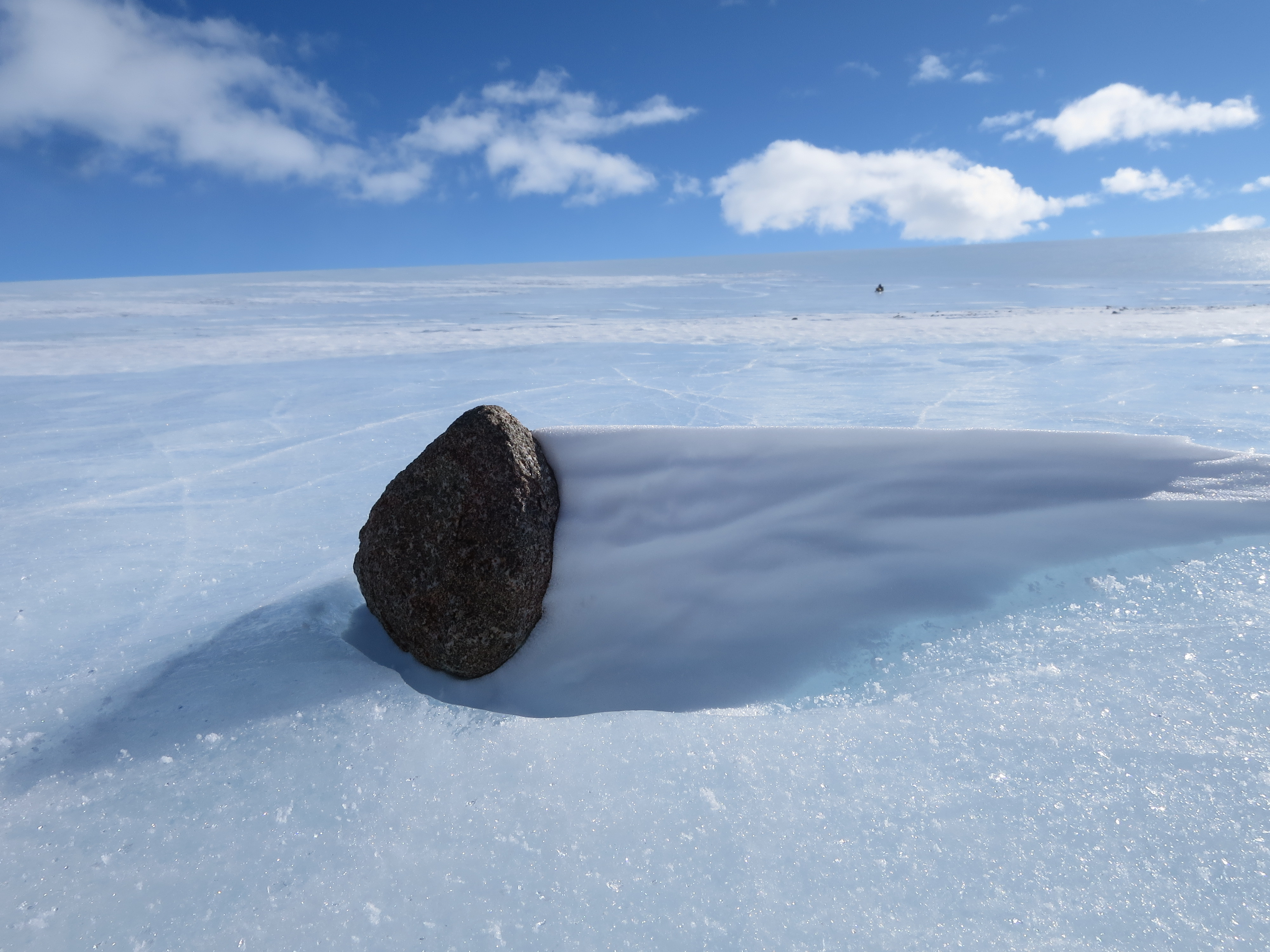
Ein Blaueisgebiet in der Miller Range mit einem Meteoriten.

Ein Blaueisgebiet (von englisch Blue-ice area, kurz: BIA, auch Blaueisfeld, genannt) ist ein mit Blaueis bedecktes Gebiet in der Antarktis, in dem windgetriebener Schneetransport und Sublimation zu einem Netto-Massenverlust von der Eisoberfläche führen, ohne dass es zu einer Schmelze kommt, so dass eine blaue Oberfläche entsteht, die sich von der sonst üblichen weißen Oberfläche der Antarktis unterscheidet.
Solche Blaueisgebiete entstehen typischerweise, wenn die Bewegung von Luft und Eis durch topografische Hindernisse wie Berge, die aus dem Inlandeis herausragen, behindert wird, wodurch besondere klimatische Bedingungen entstehen, bei denen die Netto-Schneeakkumulation durch windgetriebene Sublimation und Schneetransport überschritten wird. Nur etwa 234.549 km² oder 1,67 % der antarktischen Eisfläche kann als Blaueisgebiet angesehen werden, aber sie haben aufgrund der großen Anzahl von Meteoriten, die sich auf ihnen ansammeln, wissenschaftliches Interesse auf sich gezogen; diese Meteoriten fallen entweder direkt auf das Blaueisgebiet und verbleiben dort, oder sie fallen anderswo in den Eisschild und werden durch den Eisfluss zum Blaueisgebiet transportiert. Außerdem wurde in den Blaueisgebieten Eis gewonnen, das bis zu 2,7 Millionen Jahre alt ist. Blaueisgebiete werden manchmal als Landebahnen für Flugzeuge genutzt.

## Erscheinungsbild

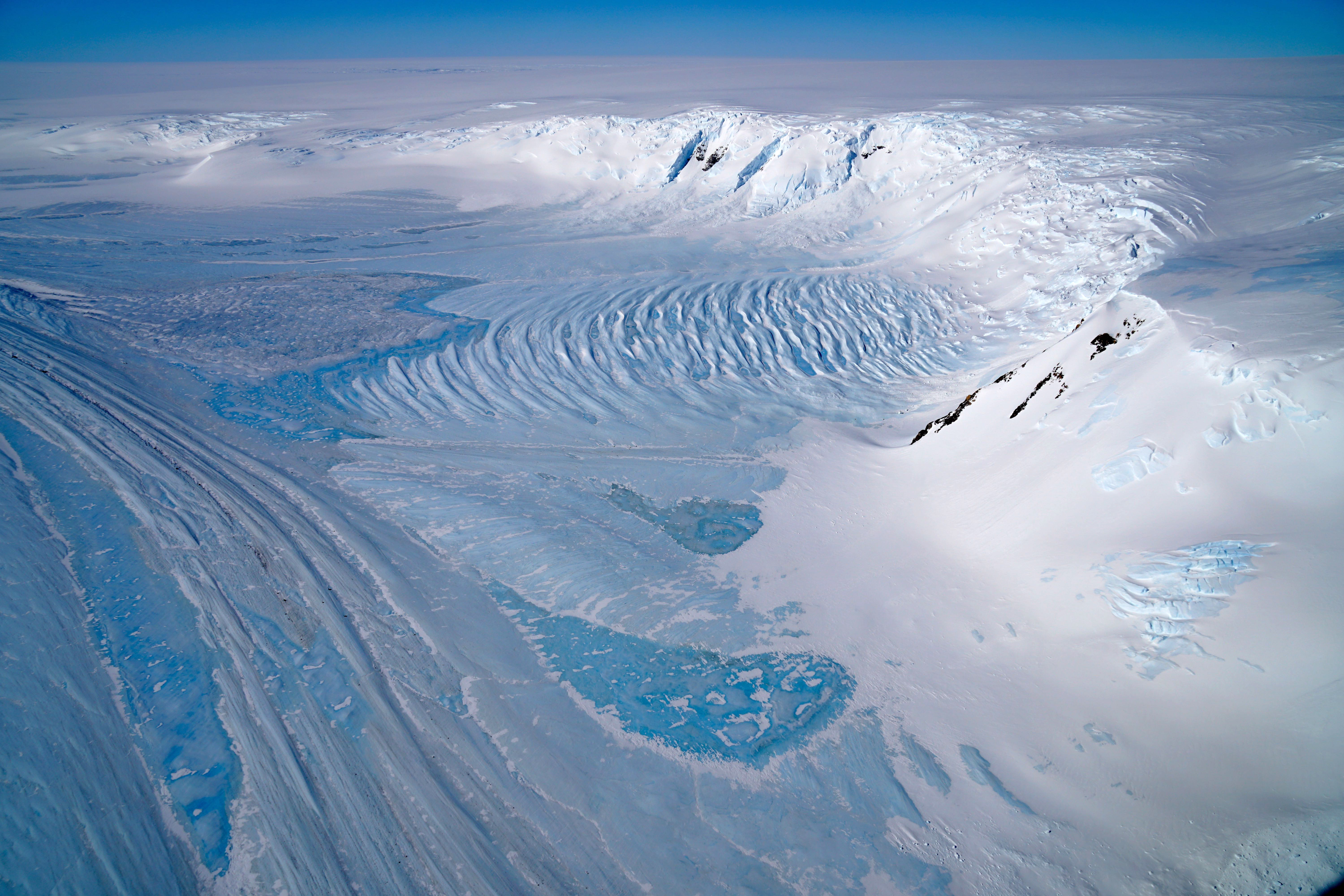
Ein Gletscher in den Transantarktischen Bergen. Das blaue Eis ist auf dem Foto in einem helleren Blau zu sehen, während das dunklere Blau von wieder gefrorenen Schmelztümpeln stammt.

Blaueisgebiete haben im Allgemeinen ein glattes und oft gekräuseltes Aussehen, eine blaue Farbe und eine geringe Anzahl von Blasen im Eis. Die hellblaue Farbe entsteht, wenn die roten bis grünen Wellenlängen des Lichtspektrums (aufgrund der kleiner gewordenen Luftblasen und des damit dichter gewordenen Eis) absorbiert werden und nur noch das kurzwelligerer blaue Licht zurückgeworfen wird. Das ist der Grund für die Bezeichnung „Blaueisgebiet“.
Es steht in deutlichem Kontrast zur weißen Farbe der antarktischen Ebenen und ist aus dem Weltraum und auf Luftbildern zu sehen, während die Dichte des blauen Eises es auf Radarbildern als dunkle Eisform erscheinen lässt. Die gewellten oder geriffelten Oberflächen weisen fast regelmäßige Oberflächenmuster auf, obwohl es auch völlig glatte Blaueisgebiete gibt, und das Gelände selbst der geriffelten Oberflächen weist eine sehr geringe aerodynamische Rauheit auf, die vielleicht zu den geringsten aller permanenten natürlichen Oberflächen gehört. Dies liegt daran, dass der größte Teil des Luftwiderstands durch Oberflächenanomalien verursacht wird, die weniger als einen Zentimeter lang sind und nicht durch größere Unebenheiten. Wellenstrukturen entstehen durch Sublimation.
Es wurde über das Auftreten von supraglazialen Moränen in Blaueisgebieten berichtet; diese bilden sich, wenn sich in einem Gletscher enthaltenes Geröll aufgrund von Schmelzen oder Sublimation an der Oberfläche ansammelt. Kleine Vertiefungen im Eis, die als Kryokonitlöcher bekannt sind, sind häufig und bilden sich dort, wo Felsen in das Eis eingebettet wurden, sind aber in gebirgigeren Blaueisgebieten nicht vorhanden.
In typischen Blaueisgebieten herrschen oft intensive katabatische Winde mit einer durchschnittlichen Windgeschwindigkeit von 80 Kilometern pro Stunde und Orkanböen von bis zu 200 Kilometern pro Stunde; solche Winde können große Schneemengen abtragen und aufnehmen.
Sie sind in der Regel wärmer als vergleichbare schneebedeckte Gebiete, manchmal um bis zu 6 °C, so dass sie anhand der Helligkeitstemperatur bzw. Strahlungstemperatur, erkennbar sind. Diese Erwärmung ist auf die geringere Albedo des blauen Eises (α = 0.56) im Vergleich zu Schnee (α = 0.8) zurückzuführen, was dazu führt, dass es mehr Sonnenlicht absorbiert und sich stärker erwärmt. Blaueisgebiete verändern auch das über ihnen herrschende Klima.
Nach der gängigen Definition weisen Blaueisgebiete nur geringe oder gar keine Anzeichen von Schmelzen auf und schließen damit Gletscher und gefrorene Seen in den antarktischen Trockentälern aus, in denen ebenfalls sublimationsdominiertes Eis vorkommt, das aber eher mit den Ablationsgebieten regulärer Gletscher vergleichbar ist.

## Vorkommen

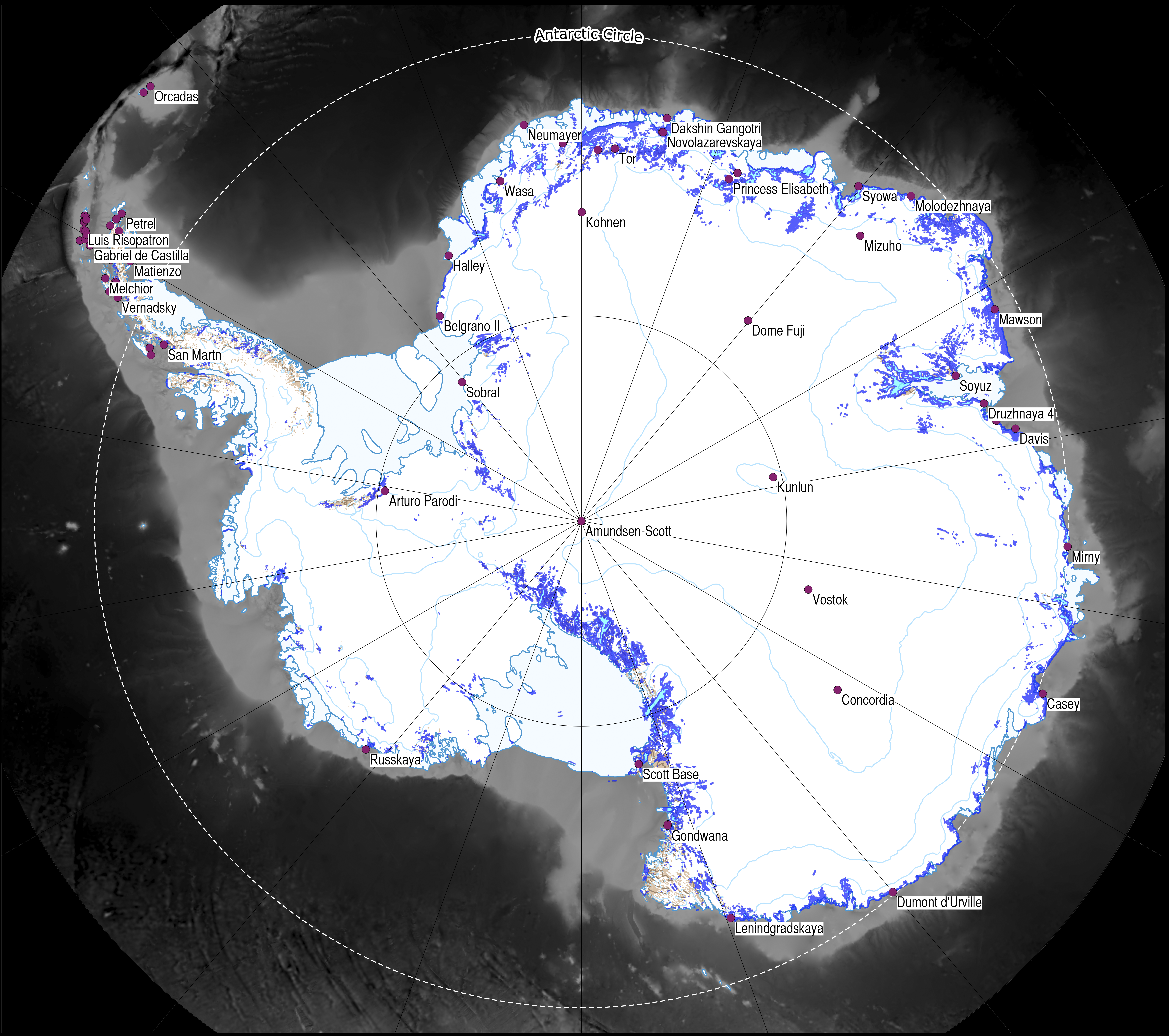
Blaueisfelder in der Antarktis

Blaueisgebiete wurden erstmals in den Jahren 1949–1952 von der Norwegisch-Britisch-Schwedischen Antarktis-Expedition entdeckt. Sie wurden bisher nur in der Antarktis identifiziert, obwohl ähnliche Eisflecken auf Grönland gemeldet wurden und blaues Eis auf Gletschern weltweit sehr verbreitet ist. Blaueisgebiete machen nur etwa bis zu 1,67 % des antarktischen Oberflächeneises aus; sie sind jedoch lokal verbreitet und über den Kontinent verstreut, insbesondere in Küsten- oder Berggebieten, aber nicht direkt an der Küste.
Sie wurden im Königin-Maud-Land, im Einzugsgebiet des Lambertgletschers, im Transantarktischen Gebirge und im Victorialand gefunden, einzelne Standorte in der Antarktis umfassen Gebiete der Allan Hills, das Königin-Fabiola-Gebirge (das dortige Yamato-Eisfeld in der Nähe des Yamato-Gebirges ist mit einer Fläche von 4.000 Quadratkilometern die größte derartige Struktur), Scharffenbergbotnen und das Sør-Rondane-Gebirge. Ihre Lage wurde mit bestimmten atmosphärischen Drücken, Temperaturen und einer relativen Luftfeuchtigkeit von weniger als 100 % korreliert.

## Ursprung und Prozesse
Blaueisgebiete sind Regionen, in denen mehr Schnee durch Sublimation oder Wind abgetragen wird, als sich durch Niederschlag oder windgetriebenen Transport ansammelt, was zur Entstehung von (blauem) Eis führt. In den meisten Teilen der Antarktis neigt der Schnee zur Akkumulation, außer in den Küstengebieten der Antarktis, wo er schmilzt und in den Gebieten mit blauem Eis, wo die Sublimation überwiegt. Diese Sublimation erfolgt mit einer Geschwindigkeit von 3 bis 350 cm/Jahr Schneewasseräquivalent und wird durch den Eisfluss ausgeglichen, wobei die Sublimationsrate mit der Höhe abnimmt und mit der Temperatur zunimmt. Im Sommer erhöht sich die Sublimationsrate ebenfalls, obwohl sie auch im Winter auftritt. Winde entfernen Schnee, der auf der Oberfläche liegt und könnten sogar freiliegendes Eis wegscheuern, obwohl das Auftreten von Scheuern nicht zweifelsfrei nachgewiesen ist und auch die Rolle der Abrasion unklar ist.
Solche Gebiete gibt es selbst in den kältesten Teilen der Antarktis, und sie zeichnen sich durch hohe mittlere Windgeschwindigkeiten und geringe Niederschläge aus. Wenn sie sich einmal gebildet haben, verhindert die glatte Oberfläche die Ansammlung von Schnee, da dieser schnell vom Wind weggeblasen wird und die blaue Farbe erhöht die Absorption von Sonnenlicht und damit die Sublimation; beide Phänomene wirken auf die Erhaltung des Blaueisgebiets und der windgetriebene Transport warmer Luft kann dazu führen, dass sich das Blaueisgebiet windabwärts ausdehnt.
Blaueisgebiete sind in Gebirgsregionen häufig anzutreffen. Vermutlich behindert die unregelmäßige Oberflächentopografie den Eisfluss und schafft lokal atmosphärische Bedingungen, die für die Entstehung von Blaueisgebieten geeignet sind. Unregelmäßige Topografien müssen nicht an der Oberfläche liegen, um Blaueisgebiete zu erzeugen, sie müssen sich jedoch auf die Topografie der Eisoberfläche auswirken, um die Bildung von Blaueisgebieten zu bewirken. Folglich bilden sich viele Blaueisgebiete, wenn die Eisdicke abnimmt, was vermutlich während der Zwischeneiszeiten der Fall war, obwohl die Geschichte der Blaueisgebiete im Allgemeinen nur wenig bekannt ist. Möglicherweise gab es solche Gebiete während der Eiszeiten, als der Eisschild dicker war, überhaupt nicht. Änderungen der mittleren Windgeschwindigkeiten führen zu kurzfristigen Schwankungen der mit blauem Eis bedeckten Fläche. Durch die globale Erwärmung werden die Windgeschwindigkeiten in der Antarktis voraussichtlich abnehmen, was zu einer geringfügigen Verringerung der mit blauem Eis bedeckten Landfläche führt. Die thermische Kontraktion des blauen Eises kann Eisbeben (englisch ice quakes) verursachen.

### Alter
Das Alter bestimmter Blaueisgebiete wurde aus dem Alter der dort entdeckten Meteoriten abgeleitet, obwohl die Umverteilung von Meteoriten zwischen verschiedenen Gebieten durch den Eisfluss dazu führen kann, dass dieses Verfahren zu falschen Altersschätzungen führt. Die ältesten Blaueisgebiete können bis zu 2,5 Millionen Jahre alt sein, und auch das Eis in ihnen kann recht alt sein, wobei das Alter auf der Grundlage der Eisflussdynamik und radiometrischer Datierungen sowie der Entwicklung einer horizontalen Stratigraphie auf mehrere hunderttausend Jahre geschätzt wird.
Dies liegt daran, dass das Eis, das durch Hindernisse blockiert wird, stagniert und sich mit einer Geschwindigkeit bewegt, die der Ablationsrate entspricht. Es wurden jedoch auch jüngere Altersangaben gefunden, wie z. B. 250.000 Jahre in den Allan Hills, 75.000 Jahre im Yamato-Gebirge und 25.000 Jahre im Larsen-Blaueisgebiet.

### Typen
Es wurden mehrere Untertypen definiert, die die meisten Blaueisgebiete (engl. Blue-ice areas; BIA's) umfassen.
- Typ I BIA's bilden sich im Windschatten eines Hindernisses und ist der häufigste Typ von Blaueisgebieten, obwohl sie im Vergleich zu den anderen drei Typen in der Regel nur eine kleine Fläche bedecken. Sie sind oft 50 bis 100 Mal so lang wie das Hindernis hoch ist, bei dem es sich oft um einen Berg handelt.
- Typ II BIA's entstehen, wenn katabatische Winde Schnee von der Oberfläche abtragen, bis Eis entsteht. Sie bilden sich auf Talgletschern.
- Typ III BIA's entstehen, wenn der Wind an steilen Hängen – oder sogar über flachem Gelände – Schnee von der Oberfläche abträgt.
- Typ IV BIA's entstehen, wenn der Wind den Schnee aus dem untersten Teil eines Gletscherbeckens abträgt.

## Meteoriten

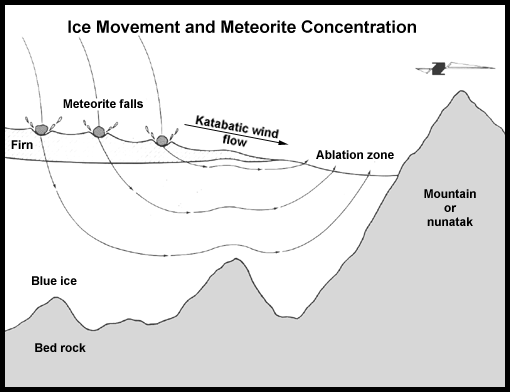
Wege von Meteoriten im Eis

Blaueisgebiete sind vor allem für die Meteoriten bekannt, die sich dort ansammeln. Ursprünglich fielen sie an anderen Orten auf das Eis, beispielsweise in sogenannten Meteoritenfallen und wurden von Eisströmen in das Blaueisgebiet transportiert, wo sie sich ansammelten, wenn das Eis, in dem sie eingeschlossen waren, abschmolz; dieser Mechanismus wurde mit einem „Förderband“ verglichen, das Meteoriten in Blaueisgebiete transportiert.
Zusätzlich sind Meteoriten vertreten, die direkt auf die Blaueisgebiete gefallen sind; aufgrund des oft hohen Alters der Oberfläche kann sich auch ohne eisbedingten Transport eine Anzahl von Meteoriten ansammeln. Bis 1999 waren über 20.000 Meteoriten aus Blaueisgebieten bekannt, ein großer Anteil aller bekannten Meteoriten auf der Erde.
Meteoritenfunde kommen nur auf einer Minderheit aller Blaueisgebiete vor und beschränken sich zumeist auf Inlandsblaueisgebiete, während Küstengebiete eher meteoritenarm sind. Dies könnte darauf zurückzuführen sein, das Eis in geringer Höhe, das die Meteoriten umgibt, durch die Sonnenerwärmung schmelzen kann und der Meteorit somit nicht mehr sichtbar ist.

## Forschungsgeschichte
Die ersten Forschungen in Blaueisgebieten fanden während der Norwegisch-Britisch-Schwedischen Antarktisexpedition 1949–1952 statt, und es folgten zwei Jahrzehnte hauptsächlich geologischer und geomorphologischer Forschung. Die Entdeckung von Meteoriten in einem Blaueisgebiet des Yamato-Gebirges führte zu einem Aufschwung des wissenschaftlichen Interesses; eine Reihe von Programmen zur Sammlung von Meteoriten wurde gestartet. Dies führte auch zu einer verstärkten Erforschung der glaziologischen und dynamischen Eigenschaften von Blaueisgebieten und später zu deren meteorologischen und klimatologischen Auswirkungen.

## Landebahnen

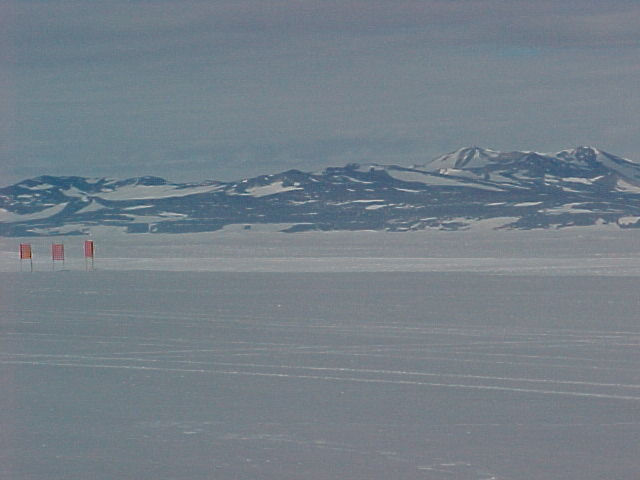
Pegasus Field, eine Landebahn aus blauem Eis in der McMurdo-Station

Die harten, flachen und glatten Oberflächen der Blaueisgebiete wurden in Teilen der Antarktis als Start- und Landebahnen (englisch blue ice runways) für Flugzeuge genutzt.
Solche Start- und Landebahnen finden sich u. a. auf dem Patriot Hills Base Camp, der Nowolasarewskaja-Station, der Wilkins Runway bei der Casey-Station und auf der Sky Blu Forschungsstation.

## Eisbohrkerne
Das sehr alte Eis in den Blaueisgebieten wurde zur Rekonstruktion des vergangenen Klimas verwendet und die zeitliche Auflösung ist möglicherweise größer als bei tiefen Eiskernen. Blaueisgebiete sind Kandidaten für Eisbohrkerne, die auf die Gewinnung von 1,5 Millionen Jahre altem Eis abzielen,  und 2,7 Millionen Jahre altes Eis wurde aus solchen Gebieten gewonnen.